# Comté de Wilkes (Caroline du Nord)
Pour les articles homonymes, voir Comté de Wilkes.
Le comté de Wilkes est un comté situé dans l'État de Caroline du Nord aux États-Unis.
Il fait partie de la région montagneuse de l’ouest de l’État. Au recensement de 2020, la population était de 65 969 habitants. Son siège est Wilkesboro et sa plus grande ville est North Wilkesboro. 

## Démographie
| 1790  | 1800  | 1810  | 1820  | 1830   | 1840   |
| ----- | ----- | ----- | ----- | ------ | ------ |
| 8 157 | 7 247 | 9 054 | 9 967 | 11 968 | 12 577 |

| 1850   | 1860   | 1870   | 1880   | 1890   | 1900   |
| ------ | ------ | ------ | ------ | ------ | ------ |
| 12 099 | 14 749 | 15 539 | 19 181 | 22 675 | 26 872 |

| 1910   | 1920   | 1930   | 1940   | 1950   | 1960   |
| ------ | ------ | ------ | ------ | ------ | ------ |
| 30 282 | 32 644 | 36 162 | 43 003 | 45 243 | 45 269 |

| 1970   | 1980   | 1990   | 2000   | 2010   | - |
| ------ | ------ | ------ | ------ | ------ | - |
| 49 524 | 58 657 | 59 393 | 65 352 | 69 340 | - |